# Giuseppe Nicolini
Giuseppe Nicolini o Niccolini (Piacenza, 29 de gener de 1762 – 18 de desembre de 1842) fou un compositor italià.
Fill d'un mestre de capella, va fer els seus estudis al Conservatori de Nàpols, on hi va romandre set anys, i el 1793 va fer representar la seva primera òpera La família stravagante, que fou ben rebuda pel públic. Cridat al seu pobla natal el 1819 com a mestre de capella de la catedral, i quan les seves òperes ja li havien donat gran celebritat, deixà d'escriure per al teatre per espai de molts anys, precisament en l'època en què els èxits de Rossini enfosquien als altres compositors.
Encara que mancat d'enginy creador, posseïa un gran sentiment melòdic i la seva instrumentació no mancava d'interès, però avui les seves obres dormen el son dels justos.

## Llista d'obres
- Il Principe Spazzacamino (1794);
- I Molinari (1794);
- Le Nozze campestri (1794);
- Artaserse (1795);
- La donna innamorata (1796);
- Alzira (1797) una de les seves millors obres;
- La demenza di Tito (1797);
- I due frateli ridicoli (1797);
- Il Bruto (1799);
- Gli Scitti (1799);
- Il trionfo del bel sesso (1799);
- L'Indativo (1799);
- I Baccanali di Roma (1801) amb la qual va començar la seva carrera artística la cèlebre Catalani;
- I Manli (1802);
- La selvaggia (1803);
- Fedra (1804);
- Il gelosos sincerato (1805);
- Geribea e Felamonte (1805);
- Gl'Inconstanti (1805);
- Abenhamet e Zoraide (1806);
- Trajano in Dacia (1807);
- Le due gemelle (1808);
- Coriolano (1809);
- Dario Istaspe (1810);
- Angelica e Medoro (1811);
- Abradame e Mircea (1811);
- Quinto Fabio (1811);
- Le nozze dei Morlacchi (1811);
- La feudatari (1812);
- La casa del astrologo, Mitridate, L'ira d'Achille, Balduino, Carlo Magno, Il conte di Lennos, Annibale in Bitinia, Cesare nelle Gallie, Adolfo, La presa di Granata, L'eroe di Lancastro, Asparia et Agide, Il Teuzzone, Ilda d'Avenel (1828);
- La conquista di Malacca, Witikind, i Il trionfo di Cesare.

A més, va compondre: 5 oratoris, 30 misses, 2 Rèquiem, 100 salms, 3 Misereres, 2 De profundis, 6 lletanies, cantates, sonates per a piano, melodies, quartets, etc.